# Sedum holei
Sedum holei är en fetbladsväxtart som beskrevs av R.-hamet. Sedum holei ingår i Fetknoppssläktet som ingår i familjen fetbladsväxter. Inga underarter finns listade i Catalogue of Life.